# Guiguinto
Guiguinto es un municipio filipino de primera clase, perteneciente a la provincia de Bulacán, en la isla de Luzón.

## Historia
El pueblo se fundó en 1641. Hacia mediados del siglo XIX, tenía contabilizada una población de 5307 habitantes, repartidos en 885 casas. Aparece descrito en el segundo volumen del Diccionario geográfico, estadístico, histórico de las Islas Filipinas (1850) de Manuel Buzeta Núñez y Felipe Bravo con las siguientes palabras:

GUIGUINTO: pueblo con cura y gobernadorcillo, en la isla de Luzon, prov. de Bulacan (de cuya cab. dista como unos 20 minutos en carruaje), dióc. del arz. de Manila; se halla sit. en los 124° 33' 30" long., 14° 48' lat., en las orillas de un rio, que pasa por el frente de su igl., y sobre el cual hay un puente de madera bien construido, que sirve á la comunicacion de los dos cuerpos en que se halla dividida la pobl. la sit. es llana y el clima templado y saludable. Fué fundado en 1641, y en el dia tiene como unas 885 casas, en general de sencilla construccion, distinguiéndose ademas de la casa parroquial y la llamada tribunal ó de comunidad, alguna otra de particulares. Hay escuela de primeras letras para ambos sexos bastante concurrida, dotada de los fondos de comunidad; igl. parr. de bonita fábrica, bajo la advocacion de San Ildefonso, servida por un cura regular, cuyo desempeño ha estado por algunos años á cargo del R. P. Fr. Manuel Buzeta, autor de esta obra: á corta dist. de la igl. se halla el nuevo cementerio, fabricado por él mismo en 1848; es obra sólida á cal y canto, con nichos, muy capaz y ventilado. Se comunica este pueblo con sus inmediatos por medio de buenos caminos y escelentes calzadas, con especialidad la que se dirige desde el puente al pueblo de Biga su colateral, que tambien fue construida en el año 1848 á espensar del espresado autor de este Diccionario, y del alcalde mayor de la prov. D. Joaquin Venancio de Bermingham; en la cual hay un buen puente de piedra para facilitar en todas estaciones el paso de un punto á donde en tiempo de lluvias acude gran afluencia de aguas: tambien se hizo esta obra á espensas de los mencionados señores; y se recibe de Bulacan, cabecera de la prov., el correo semanal establecido en la isla: dependen de la igl. parr. los 9 barrios denominados Pulungubat, Tiaong, Bacoor, Tuctucan, Panginayg, Malis, Santa Rita, Tabang y Alangilang, distante el que mas una hora de la matriz. El term. confina por N. con el de Quingua, (dist. 1 leg.); por S. con Bulacan, cap. ó cab. de la prov. (á ½ leg.); por E. con Bigaa (dist. ¾ leg.); y por O. con Malolos (á 1 ¼ leg.) El terreno es llano y muy fertil, y sus principales prod. son: azúcar, añil, y arroz en bastante abundancia, maiz, legumbres y mucha fruta. ind.: los naturales de este pueblo se ocupan, los hombres en la agricultura, y las mugeres en el hilado y tejido de telas de algodon. El com. se reduce á la venta del sobrante de sus producciones agrícolas y fabriles, cuyos articulos conducen al mercado de Manila y pueblos limítrofes. pobl. 5,307 alm. 1,129 trib., que ascienden á 11,290 rs. plata, equivalentes á 28,225 rs. vn.
(Buzeta y Bravo, 1851, p. 68)

En 2020, tenía censados 113 415 habitantes.